# Vick et Vicky et l'héritage
Vick et Vicky et l'héritage (Les Aventures de Vick et Vicky : Vick et Vicky et l'héritage, Bruno Bertin, 2010, France) est le seizième album de bande dessinée des Aventures de Vick et Vicky.

## Synopsis
C'est le début des vacances pour Vick, Vicky et leurs amis Marc, Angelino et Marine. Au cours d'un vide grenier, Angelino fait l'acquisition d'une mandoline, Marine trouve un lot de bandes dessinées et Marc des cartes postales anciennes de Paris qui serviront à illustrer son exposé pour la rentrée. Il veut parler des lieux qui ont fait la notoriété de la ville de Paris des années 1900 à 1930. Mais au verso des cartes, des messages codés sous forme d'énigmes leur donnent envie de se rendre à Paris pour découvrir leurs significations. Elles vont les mener dans un des plus célèbres cimetières : celui du Père-Lachaise. D'autres personnes s'intéressent aux cartes postales. Qui est cet homme qui se fait passer pour un fan d'Angelino ? Que révéleront ces cartes postales ? Quel secret se cache au cimetière du Père-Lachaise ?

## Personnages
Héros principaux
- Vick : tantôt de bonne ou de mauvaise humeur, c'est le héros de la série et le chef de la bande. Il habite Rennes.
- Vicky : chien de Vick, désigné mascotte de la patrouille des Élans, Vicky est un personnage important dans les aventures. Il aide régulièrement les enfants à se sortir de situations difficiles.

Scouts de la patrouille des Loups Blancs
- Marine
- Marc
- Angelino

Personnages de l'histoire
- gérant de la boutique "Aux vieux papiers"
- Isabelle : sœur de Marc, elle habite Paris
- Meziane : compagnon d'Isabelle, il travaille à la DST

## Lieux visités
Les héros séjournent à Paris. L'histoire s'enchaîne, telle une chasse au trésor, qui entraîne le lecteur à (re)découvrir les plus grands sites de la capitale. Les personnages visitent la tour Eiffel, l'Arc de triomphe, la Basilique du Sacré-Cœur de Montmartre, la Cathédrale Notre-Dame de Paris, les quais de Seine avec les bouquinistes, le cimetière du Père-Lachaise. Ils se rendent sur les tombes de Colette, d'Allan Kardec, de Molière. Ils prennent le métro. À la fin de l'album, se trouve un supplément consacré à l'histoire du fameux cimetière.

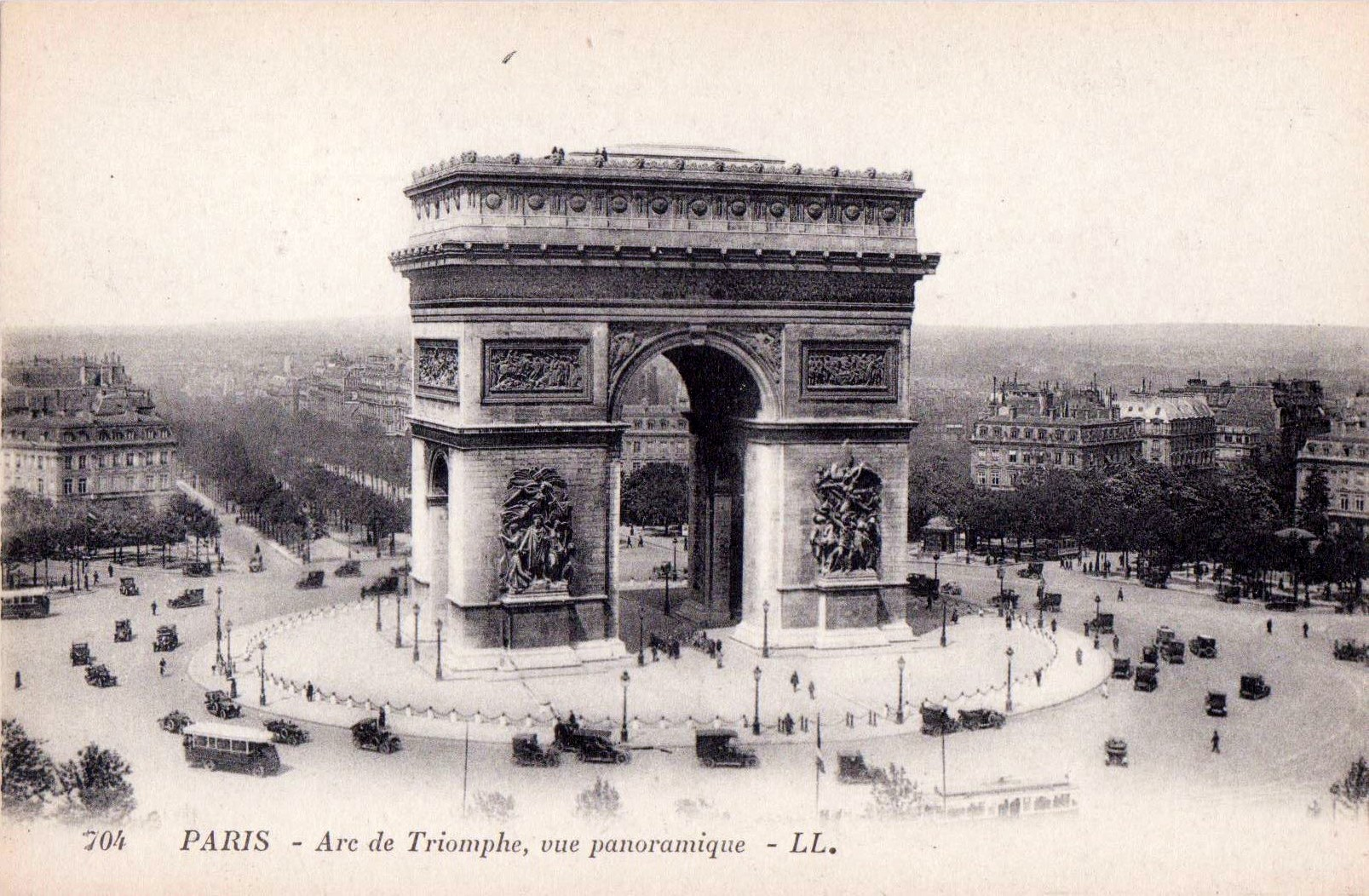
Arc de Triomphe (carte postale, environ 1920).
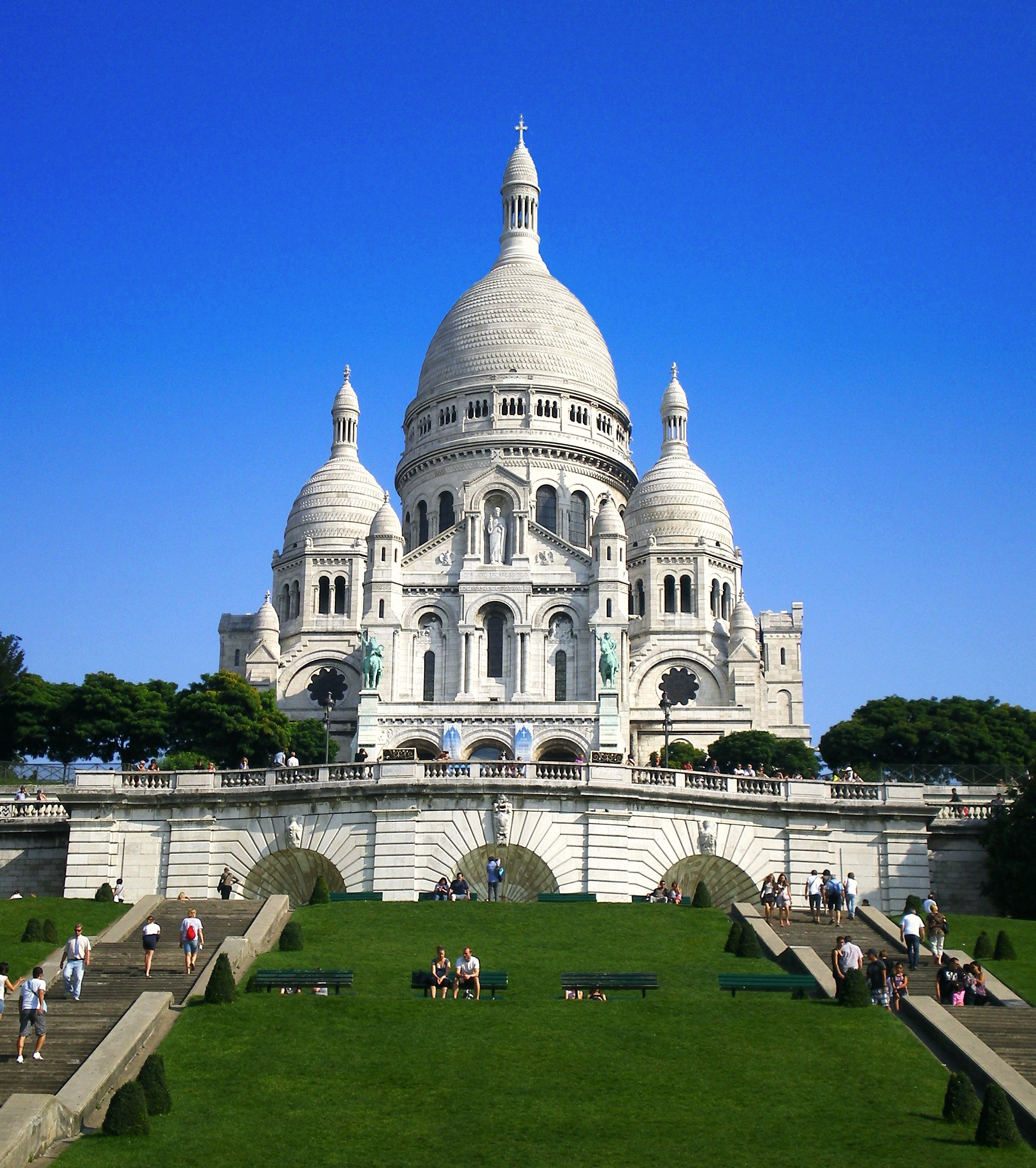
Basilique du Sacré-Cœur de Montmartre.
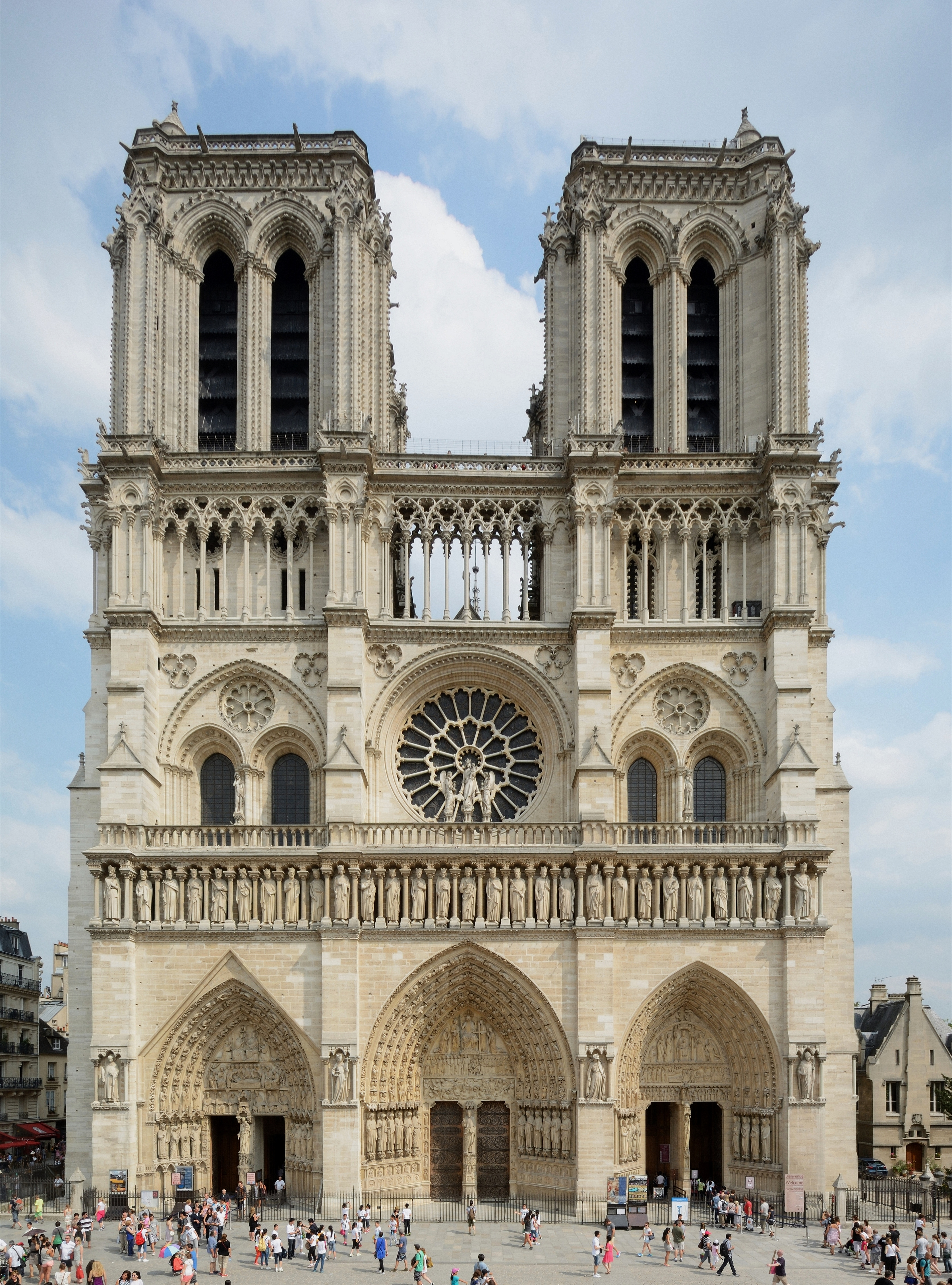
Cathédrale Notre-Dame de Paris, façade vue de l'ouest.
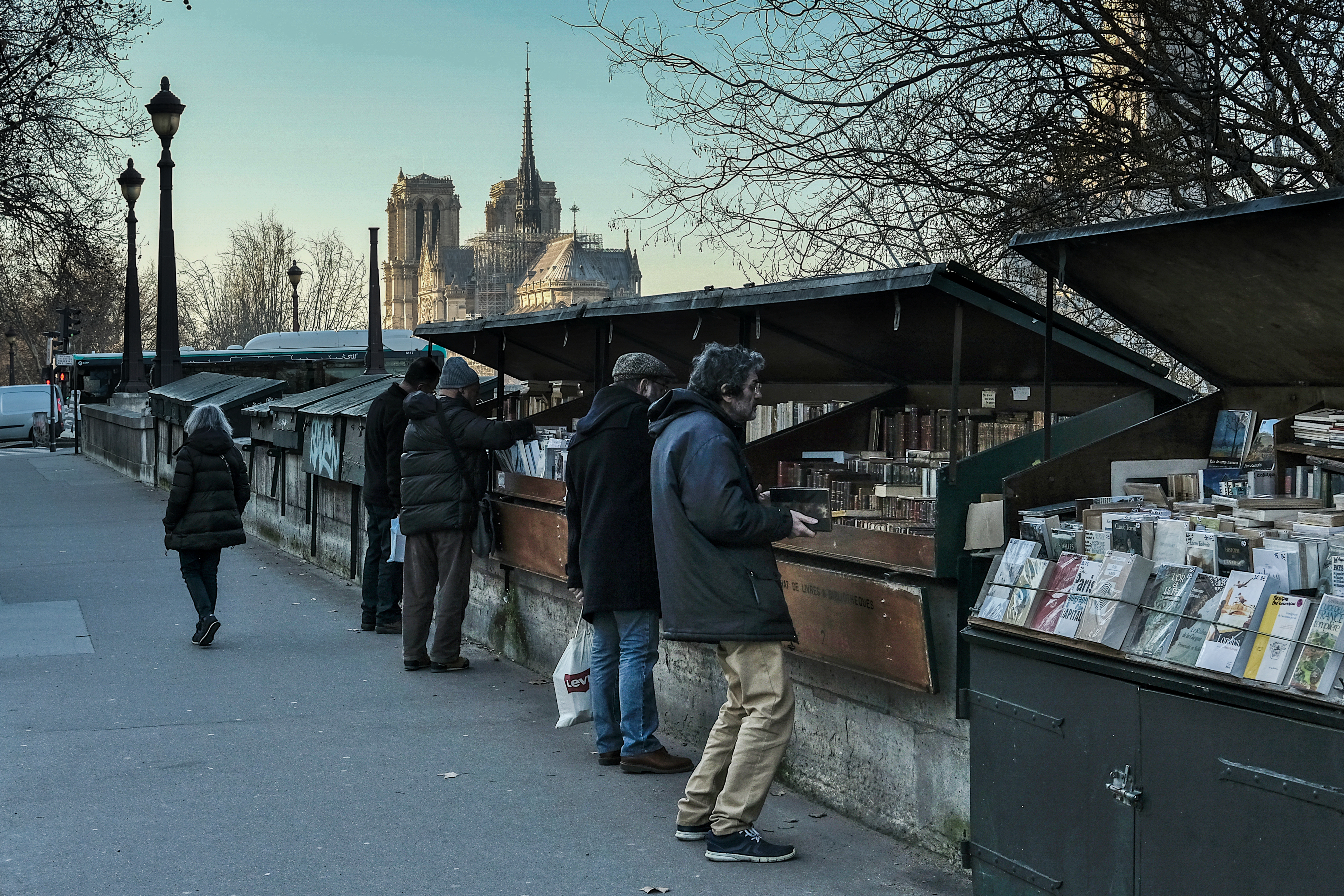
Bouquinistes du quai de la Tournelle avec en arrière-plan Notre-Dame-de-Paris.
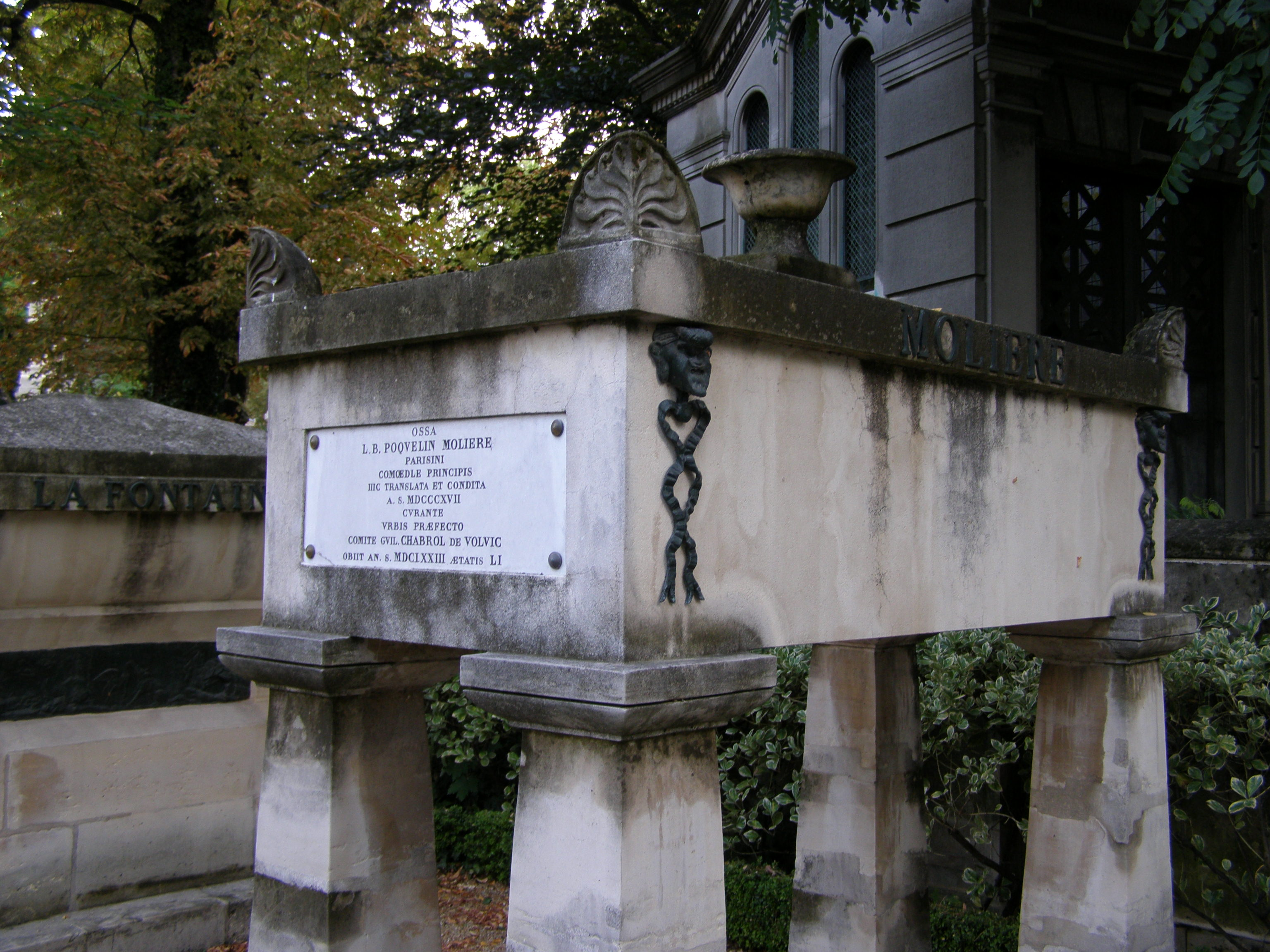
Tombe de Molière, au cimetière du Père-Lachaise.
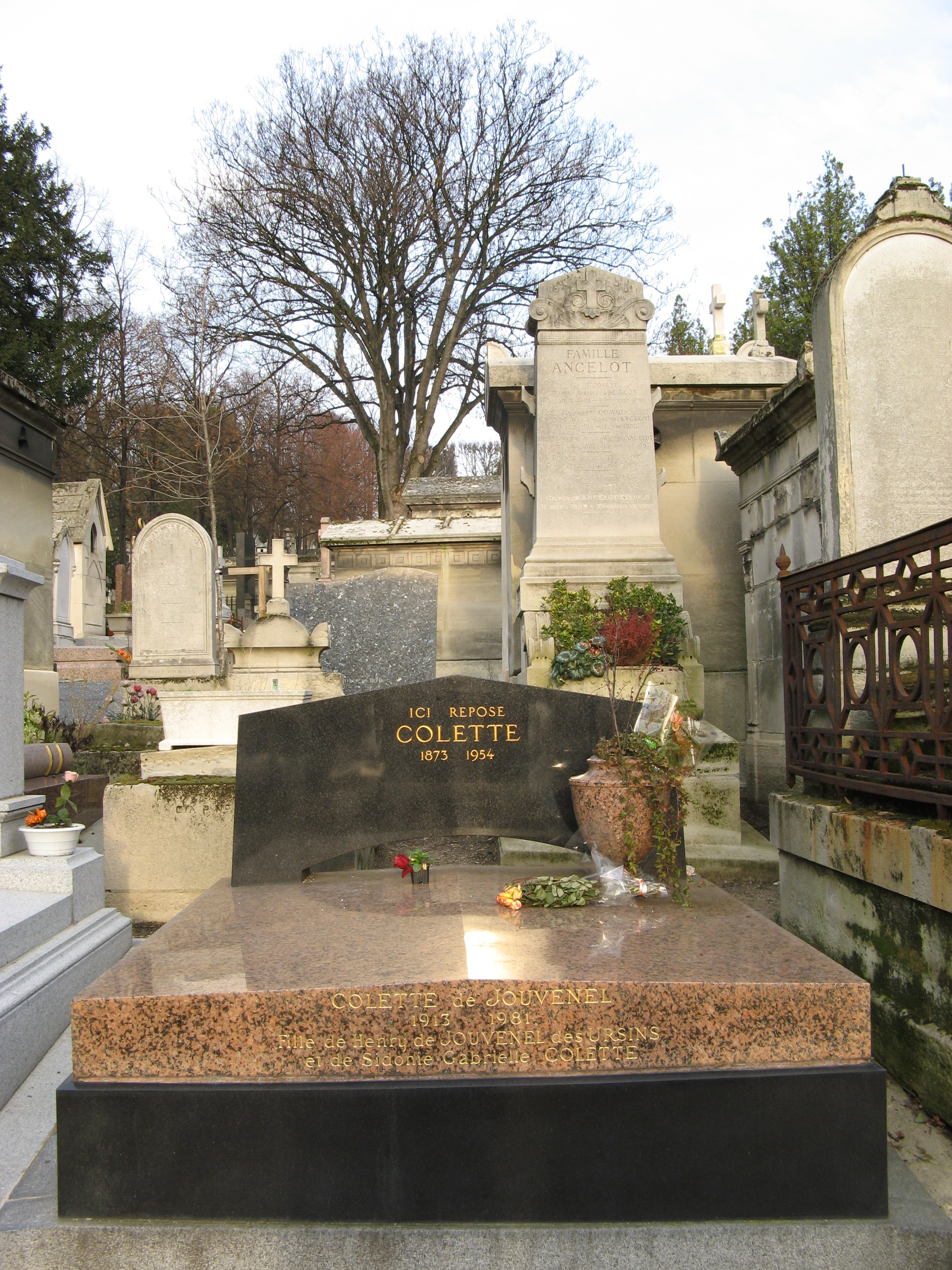
Sépulture de Colette, au cimetière du Père-Lachaise.
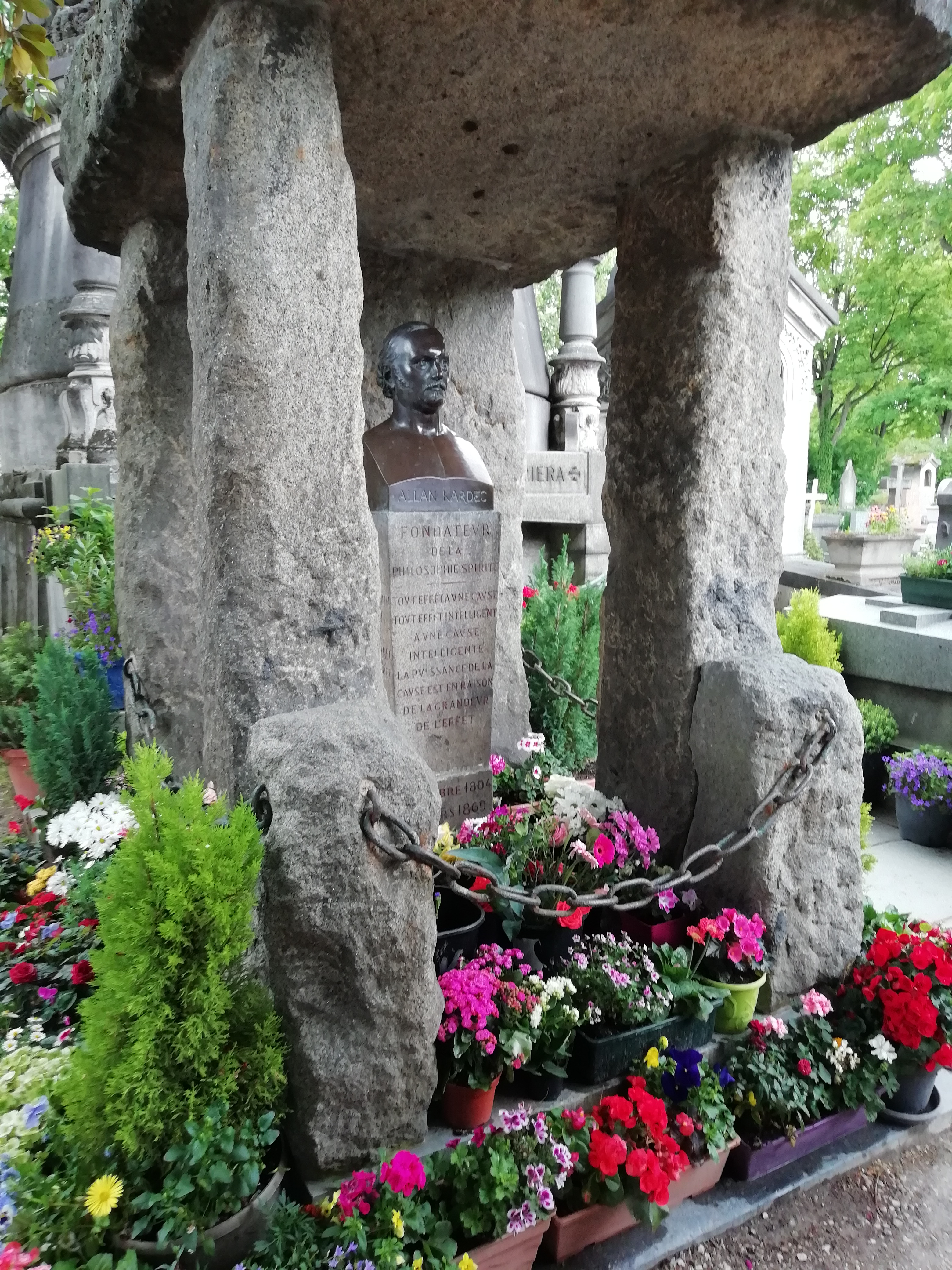
Tombe d'Allan Kardec, au cimetière du Père-Lachaise.
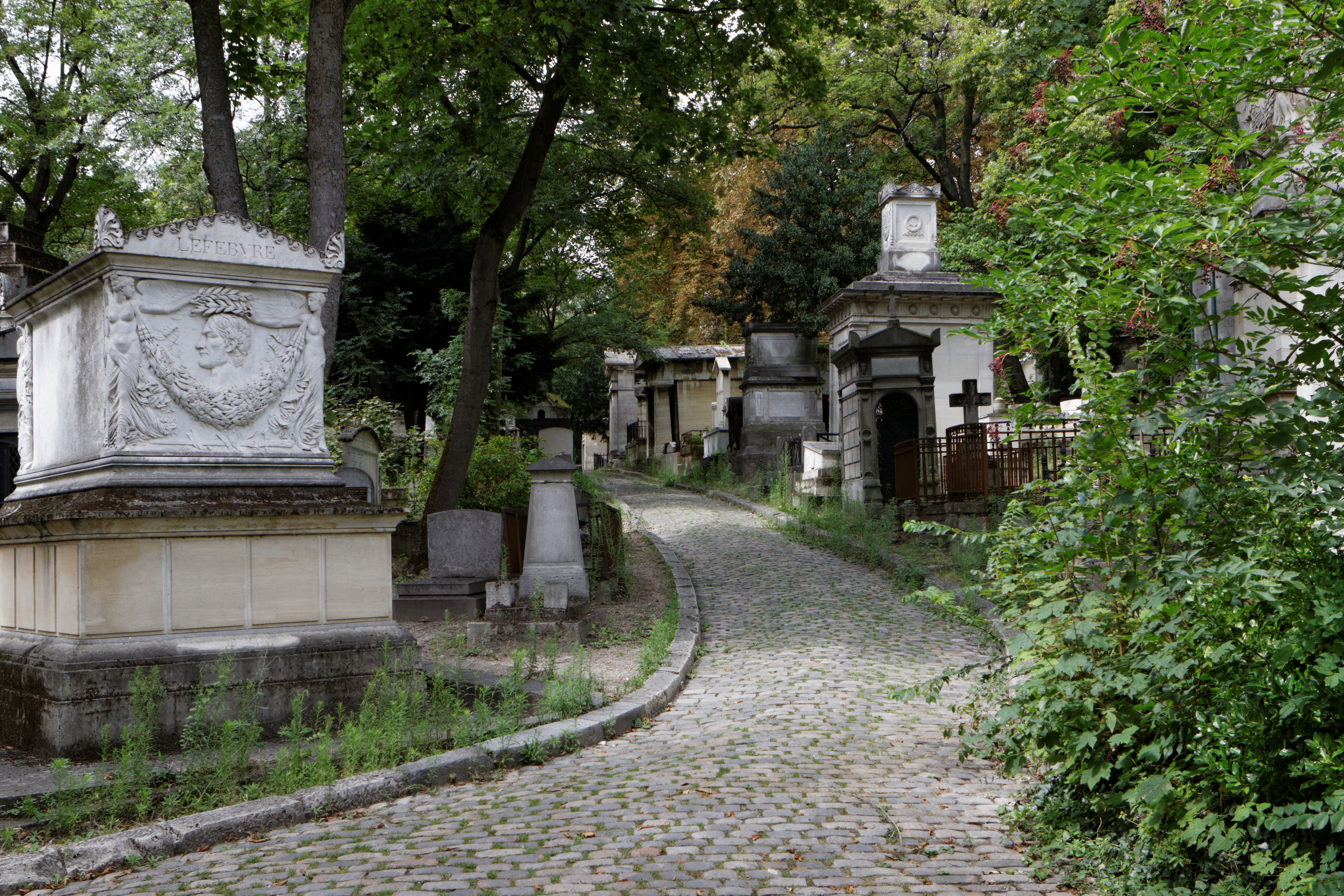
Sépulture du maréchal d'Empire François-Joseph Lefebvre (1755-1820) et son épouse Cathérine Hübscher, dite Madame Sans-Gêne (1753-1835).
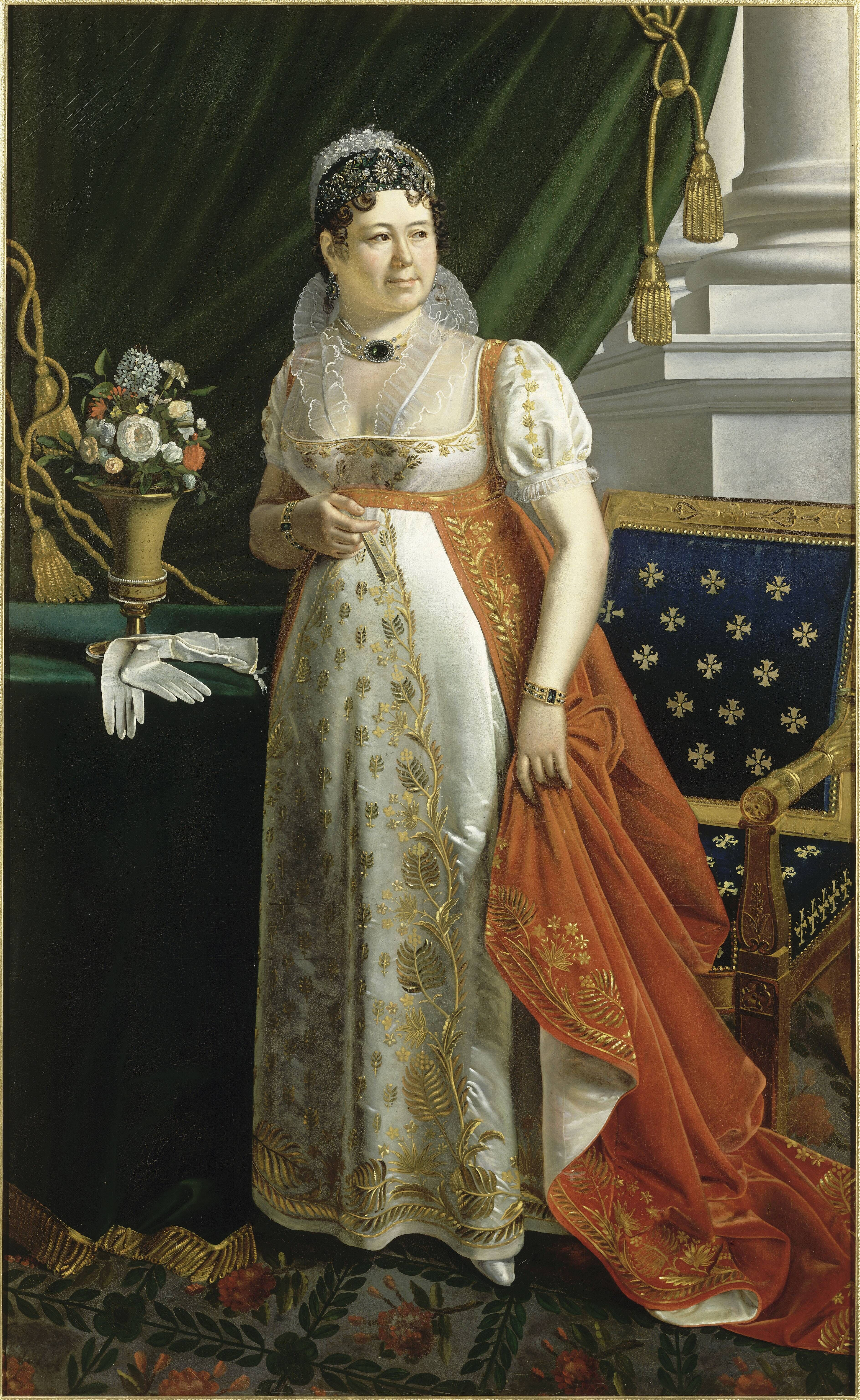
Portrait de Catherine Hubscher, dite "Madame Sans-Gêne" (1753-1835).

## Autour de l'œuvre
Bruno Bertin a expliqué dans la presse que « l'achat de cartes postales a déclenché le scénario » de cet album.
La devinette sur une des cartes postales « Là où l'homme prêta son nom à la plume de l'oiseau » fait référence à l'affaire Corneille-Molière L'affaire Corneille-Molière divise les Français en deux camps : ceux qui acceptent la thèse officielle qui fait de Molière un « génie insurpassable » et ceux qui, à la suite de Pierre Louÿs, voient en Molière le Bouffon du Roi, le patron d'une entreprise théâtrale et le prête-nom de Pierre Corneille.
La dernière énigme, « Sans gêne, tu découvriras le lieu de ta pièce », fait référence à Madame Sans-Gêne inhumée au Père-Lachaise. Femme d'un Maréchal d'Empire, elle a inspiré la pièce de Victorien Sardou et Émile Moreau créée en 1893.
Au cours de l'histoire, Angelino dit plusieurs fois « Mais bon sang, mais c'est bien sûr ! ». Cette formulation fait référence à la série télévisée Les Cinq Dernières Minutes.
La découverte d'œuvres d'art disparues depuis la Seconde Guerre mondiale rappelle l'aventure Rennes le temps d'une histoire.